# Жан-Франсуа Ламур
Жан-Франсуа Ламур (фр. Jean-François Lamour, нар. 2 лютого 1956, Париж, Франція) — французький політик та фехтувальник на шаблях, дворазовий олімпійський чемпіон в індивідуальних змаганнях, срібний та дворазовий бронзовий призер Олімпійських ігор, чемпіон світу.

## Біографія
Ламур почав займатися фехтуванням у віці восьми років. Спершу йому не подобалося фехтування, бо його уроки відбувалися дуже часто. Тренер хлопця Августин Парент був вимогливим, строгим та наполегливим. Він був майстром у техніці фехтування, та дотримувався принципу «Навчай того, що можеш зробити сам».
Перший успіх спортсмена відбувся у 1971 році, коли йому було 15. Він переміг на юнацькому чемпіонаті Франції у фехтуванні на шаблях. У період з 1977 по 1992 рік Ламур перемагав на чемпіонаті Франції 13 разів, окрім 1979, 1986 та 1990 років.
На своїх перших Олімпійських іграх у 1980 році спортсмен був єдиним представником французького шабельного фехтування. На цих змаганнях Ламур виступив невдало, посівши 21 місце, та став єдиним французьким фехтувальником, який залишився без медалі на цих Олімпійських іграх. Ця невдача не похитнула спортсмена, а навпаки посилила його рішучість та бажання перемагати.
Спортсмен зобов'язаний своєму розвитку новому тренеру Ласло Шепезі, який прибув з Угорщини очолити збірну Франції. Спочатку їхні відносини були складними, як це буває між двома сильними особистостями. Однак, всі їхні непорозуміння закінчилися, як тільки вони почали тренуватися разом. Ласло Шепезі зарекомендував себе як талановитий тренер, який демонстрував виняткові знання з техніки, тактики та методів фехтування.
Довгоочікуваний успіх прийшов на Олімпійських іграх 1984 року, коли Ламур у фіналі переміг італійського спортсмена Марко Маріна та став олімпійським чемпіоном. Окрім цього, спортсмен разом з командою Франції здобув срібну нагороду в командному турнірі, поступившись і у фіналі італійцям.
У 1987 році на чемпіонаті світу в Лозанні спортсмен завоював золоту медаль. А вже через рік, на Олімпійських іграх 1988 року в Сеулі, Ламур виграв своє друге індивідуальне золото, захистивши титул олімпійського чемпіона. Він став четвертим в історії фехтувальником, якому вдалося захистити титул олімпійського чемпіона з фехтування на шаблях (до нього: Єне Фухс, Рудольф Карпаті та Віктор Кровопусков). У командному турнірі збірна Франції зупинилася за крок до п'єдесталу, посівши 4 місце. На своїх останніх Олімпійських іграх
у 1992 році виграв дві бронзові медалі.
Після завершення кар'єри вирішив піти в політику. Займав посаду Міністра спорту Франції у період з 2002 по 2007 рік. Член партії Республіканці. Був депутатом 13 округу Парижа.

## Виступи на Олімпіадах
| Олімпіада         | Дисципліна          | Місце |
| ----------------- | ------------------- | ----- |
| Москва 1980       | індивідуальна шабля | 21    |
| Лос-Анджелес 1984 | індивідуальна шабля | 1     |
| Лос-Анджелес 1984 | командна шабля      | 2     |
| Сеул 1988         | індивідуальна шабля | 1     |
| Сеул 1988         | командна шабля      | 4     |
| Барселона 1992    | індивідуальна шабля | 3     |
| Барселона 1992    | командна шабля      | 3     |